# Bruno Archi
Bruno Archi (né le 14 avril 1962 à Ixelles en Belgique) est une personnalité politique italienne du Peuple de la liberté.
il est nommé ministre adjoint aux Affaires étrangères du gouvernement Letta le 2 mai 2013, peu après avoir été élu député lors des élections générales italiennes de 2013.